# Hans-Heinrich Voigt
Hans-Heinrich Voigt (18 de abril de 1921 – Göttingen, 17 de noviembre de 2017) fue un astrónomo alemán, director del Observatorio de Göttingen.
Voigt fue profesor en astronomía en la Universidad de Göttingen y dirigió el Observatorio de Göttingen entre 1963 y 1986, fecha en el que se retiró. Fue miembro de la Academia de Ciencias de Gotinga y su presidente entre 1978 y 1979.  En 1993 recibió la Medalla Carl Friedrich Gauss.
Falleció el 17 de noviembre de 2017 a los 96 años en Göttingen.
En 1988 el asteroide 4378 Voigt fue bautizado en su honor.

## Obras
- Outline of Astronomy (1974)[7]
- Das Universum (1994)[8]
- Abriß der Astronomie (2012)[9]